# Васютинська сільська рада
Васю́тинська сільська́ ра́да — адміністративно-територіальна одиниця та орган місцевого самоврядування в Чорнобаївському районі Черкаської області. Адміністративний центр — село Васютинці.

## Загальні відомості
- Населення ради: 1 616 осіб (станом на 2001 рік)

## Населені пункти
Сільській раді були підпорядковані населені пункти:
- с. Васютинці

## Склад ради
Рада складалася з 16 депутатів та голови.
- Голова ради: Терещенко Наталія Миколаївна
- Секретар ради: Кобзар Наталія Миколаївна

### Керівний склад попередніх скликань
| Прізвище, ім'я, по батькові        | Основні відомості                                                                       | Дата обрання | Дата звільнення |
| ---------------------------------- | --------------------------------------------------------------------------------------- | ------------ | --------------- |
| Мірошниченко Володимир Миколайович | Сільський голова, 1956 року народження, безпартійний                                    | 26.03.2006   | 21.01.2007      |
| Терещенко Наталія Миколаївна       | Сільський голова, 1970 року народження, освіта середня спеціальна, член Партії регіонів | 03.06.2007   | 31.10.2010      |
| Терещенко Наталія Миколаївна       | Сільський голова, 1970 року народження, освіта середня спеціальна, член Партії регіонів | 31.10.2010   |                 |

Примітка: таблиця складена за даними сайту Верховної Ради України

### Депутати
За результатами місцевих виборів 2010 року депутатами ради стали:

#### За суб'єктами висування
| Суб'єкт висування | Кількість обраних депутатів | %   |
| ----------------- | --------------------------- | --- |
| Самовисування     | 16                          | 100 |

#### За округами
| № округу | Прізвище, ім'я, по батькові     | Дата визнання обраним | Освіта             | Партійна приналежність | Відомості про обраного депутата                                     |
| -------- | ------------------------------- | --------------------- | ------------------ | ---------------------- | ------------------------------------------------------------------- |
| 1        | Баранова Тетяна Павлівна        | 04.11.2010            | середня спеціальна | позапартійна           | Магазин ПП «І. Л. Гузь», продавець                                  |
| 2        | Мамонтова Марія Григорівна      | 04.11.2010            | середня            | позапартійна           | СТОВ «Дніпро», різноробоча                                          |
| 3        | Шевченко Галина Федорівна       | 04.11.2010            | вища               | позапартійна           | Навчально виховний комплекс, заступник директора по виховній роботі |
| 4        | Іванець Олексій Олексійович     | 04.11.2010            | вища               | позапартійний          | Навчально виховний комплекс, вчитель                                |
| 5        | Вергай Петро Миколайович        | 04.11.2010            | середня спеціальна | позапартійний          | СТОВ «Дніпро», шофер                                                |
| 6        | Троян Марина Владиславівна      | 04.11.2010            | середня спеціальна | позапартійна           | приватний підприємець                                               |
| 7        | Пістун Микола Васильович        | 04.11.2010            | середня            | позапартійний          | Сільський будинок культури, керівник духового оркестру              |
| 8        | Кузіна Неля Вікторівна          | 04.11.2010            | середня спеціальна | позапартійна           | СТОВ «Дніпро», завідувачка складом                                  |
| 9        | Танцюра Григорій Григорович     | 04.11.2010            | вища               | позапартійний          | СТОВ «Дніпро», інженер тракторної бригади                           |
| 10       | Кобзар Наталія Миколаївна       | 04.11.2010            | вища               | позапартійна           | Сільська рада, секретар                                             |
| 11       | Танцюра Любов Федорівна         | 04.11.2010            | вища               | позапартійна           | Сільська рада, землевпорядник                                       |
| 12       | Радько Антоніна Петрівна        | 04.11.2010            | середня спеціальна | позапартійна           | Сільська рада, касир                                                |
| 13       | Пономаренко Віктор Сергійович   | 04.11.2010            | вища               | позапартійний          | Навчально виховний комплекс, директор                               |
| 14       | Сахно Олег Іванович             | 04.11.2010            | вища               | позапартійний          | СТОВ «Дніпро», ветеринарній лікар                                   |
| 15       | Котурга Валентина Володимирівна | 04.11.2010            | середня            | позапартійна           | Навчально виховний комплекс, техпрацівник                           |
| 16       | Сокур Оксана Михайлівна         | 04.11.2010            | вища               | позапартійна           | Навчально виховний комплекс, вихователь                             |

## Природно-заповідний фонд
На землях сільської ради розташована пам'ятка природи місцевого значення Васютинський дендрологічний парк.